# Мики, Цубаки
Цубаки Мики (яп. 三木 つばき; род. 1 июня 2003, Хакуба, Нагано) — японская сноубордистка, выступающая в параллельных дисциплинах, двукратная чемпионка мира 2023 и 2025 годов, обладательница Кубка мира 2024/2025 годов в параллельных дисциплинах сноуборда, победительница и призёр этапов Кубка мира. Участница зимних Олимпийских игр 2022 года.

## Карьера
Мики — четырёхкратная серебряная медалистка чемпионата мира по сноуборду среди юниоров, выигравшая два соревнования в параллельном слаломе в 2019 и 2020 годах и два соревнования в параллельном гигантском слаломе в 2020 и 2021 годах. На взрослом уровне японка дебютировала на чемпионате мира по сноуборду 2021 года, где заняла 11-е место в параллельном слаломе и 20-е место в параллельном гигантском слаломе.
На зимних Олимпийских играх в Пекине в параллельном гигантском слаломе стала 9-й, уступив в 1/8 финала Глории Котник из Словении. 
Участвовала в чемпионате мира по сноуборду в 2023 году и завоевала золотую медаль в параллельном гигантском слаломе. В 2025 году на чемпионате мира по сноуборду завоевала серебряную медаль в параллельном гигантском слаломе. В параллельном слаломе стала чемпионкой мира. 

## Результаты на крупнейших соревнованиях

### Зимние Олимпийские игры
| Олимпийские игры | Параллельный слалом | Параллельный гигантский слалом |
| ---------------- | ------------------- | ------------------------------ |
| 2022 Пекин       | н/д                 | 9                              |

### Чемпионаты мира
| Чемпионат мира | Параллельный слалом | Параллельный гигантский слалом | Командный параллельный слалом |
| -------------- | ------------------- | ------------------------------ | ----------------------------- |
| 2021 Рогла     | 11                  | 20                             | н/д                           |
| 2023 Бакуриани | 9                   | 1                              | 14                            |
| 2025 Энгадин   | 1                   | 2                              |                               |